# Hoppla (Kindersendung)
Hoppla war eine Kindersendung im DDR-Fernsehen, welche von 1976 bis 1990 lief. Den Sendetermin – samstags, 10 Uhr und montags 17:15 Uhr – teilte sich Hoppla im wöchentlichen Wechsel mit der Sendung Brummkreisel (Fernsehsendung). Eine langjährige Hoppla-Sprecherin war Marianne Klussmann.
Hoppla begann stets mit der typischen Titelmelodie, während der eine Abfolge von unterschiedlich bemalten Händen zu sehen war, die sich übereinander legten. Im Abspann der Sendung war dann die Abfolge in umgekehrter Reihenfolge zu sehen, die Titelmelodie lief freilich normal.
Die Sendung bestand – vergleichbar der Sendung mit der Maus – aus kurzen Trickfilmen, Puppenspielen und kleinen Reportagen.
Das Ganze wurde eingerahmt durch Szenen mit der eigentlichen Hauptfigur, dem Clown Hoppla. In jeder Episode verfolgte er stets ein bestimmtes Thema, welches dann in mehreren Szenen in der Regel pantomimisch und mit nur wenigen Worten dargeboten wurde. So ging es einmal darum, dass er seine Wohnung renovieren wollte, ein anderes Mal darum, wie und wo man abends seine Süßigkeiten am besten verstecken kann und wiederum ein anderes Mal darum, was für eine Uhr für ihn nun am geeignetsten wäre.
Doch jede kleine Szene endete mit einem Missgeschick, einer Panne oder einem Malheur.
Einzig in der letzten Szene jeder Hoppla-Episode gab es stets auch ein Erfolgserlebnis oder eine Erkenntnis, wie es denn anders gehen könnte, meist eingeleitet durch einen Geistesblitz und dem Ausspruch „Hoppla!“ (analog zu Archimedes’ „Heureka!“). So ließ Clown Hoppla das Tapezieren der Wohnung sein und bemalte stattdessen mehr oder weniger kunstvoll die Wände; ein anderes Mal kam er zur Einsicht, dass es wohl besser wäre, die Süßigkeiten nicht im Schlafzimmer zu verstecken; und seine Lieblingsuhr war dann schließlich eine Standuhr namens „U(h)rsula“. Dazu sang Clown Hoppla jeweils ein kleines Lied.
Nachdem die Figur des Clown Hoppla zunächst durch Wolfgang Hosfeld gespielt wurde, übernahm ab 1987 ein anderer jüngerer Schauspieler die Rolle; dieser erreichte jedoch nie die Popularität des „alten“ Clown Hoppla.
Reportagen gab es pro Sendung zumeist zwei.
Die eine beschäftigte sich mit den unterschiedlichsten Themen des (DDR-)Alltags. Eingeleitet wurden diese stets durch eine Zeichner-Sequenz, die mit den Worten „Nimm den Bleistift, mal etwas!“ begann (in seltenen Fällen „Nimm den Pinsel, tusch etwas!“). Zu sehen war nun eine Hand, die den „Bleistift“ – es war vielmehr ein Faserstift – übers Papier führte und in relativ wenigen Strichen zum Ergebnis führte. Akustisch untermalt wurde das ganze durch Reime, die von einer Sprecherin (Marianne Klussmann?) aus dem Hintergrund kamen. Dabei wurde in leicht erhöhter Geschwindigkeit eine Zeichnung von einem Gegenstand, einem Tier, einer Pflanze oder anderem erstellt, welches dann wiederum thematisch zur eigentlichen Reportage überleitete. (Die auf den Seiten des MDR zu findende Zusammenfassung ist etwas verwirrend: der Bleistift hieß keineswegs „Paule“!)
Die zweite Reportage stellte stets ein Blick in die Sowjetunion dar, dem großen sozialistischen Bruderstaat. Auch diese wurde jedes Mal mit einer festen Sequenz eingeleitet, bei der eine Spielzeugeisenbahn aus Holz zu sehen war, die sich im Kreis drehte und einige Puppen mit sich herumfuhr. Dazu lief im Hintergrund dieses Kinderlied: „Ich fahr' in die Sowjetunion / mit einem langen Zug / wer 'Druschba' sagen kann darf mit / der ist auch groß genug / Druschba, Druschba / steig mit ein, steig mit ein / 'Freundschaft' sagen, Freunde sein / ja, das ist fein“.
In den Reportagen aus der UdSSR ging es um einen kindgerechten Blick auf Dinge, die so für Kinder in der DDR eher ungewohnt waren oder etwas Besonderes darstellten. Da wurde beispielsweise von einem Musikfestival berichtet, auf welchem nur Kinder auftraten; ein anderes Mal gab es eine Reportage aus der Wüstenregion Zentralasiens und wie das Leben dort so funktioniert.
Ein weiterer fester Protagonist der Sendung war „Paule“, eine Puppe in Form eines kleinen Jungen. Paule war dabei stets bei seiner Oma daheim. Diese wiederum wurde durch einen Menschen verkörpert, jedoch bekam der Zuschauer nie ihr Gesicht zu sehen, höchstens mal die Hände oder den Oberkörper, welcher meist in ein blaues Kleid mit weißen Punkten gehüllt war. Die Kurzgeschichten um Paule drehten sich – ähnlich zu Clown Hoppla – um Einfälle zu Dingen des Alltags, die aus (klein-)kindlicher Sicht durchaus sinnvoll zu sein scheinen, aber aus Erwachsenensicht entweder geradezu unerhört oder einfach nur dumm sind. Die Oma übernahm dabei den stets am Ende folgenden belehrenden Teil der Handlung – welche Paule wiederum zumeist etwas resigniert mit „Au Weia!“ kommentierte.
So beschloss Paule einmal, sein Frühstücksei nicht zu verzehren, sondern es auszubrüten; ein Küken wäre doch so niedlich! – und legte es zum Ausbrüten unters Kissen im Sessel. Als sich Oma in den Sessel setzte, erschrak sie durch das Knacken des Eis – und erklärte Paule schließlich, dass aus diesem Ei nie ein Küken geschlüpft wäre, denn es war doch gekocht.
Das Besondere an den Geschichten um Paule: sie wurden vom Kabarettisten Otto Stark aus dem Hintergrund in Reimform erzählt; nur ab und zu waren von Paule oder seiner Oma ein paar Worte zu vernehmen.
Anfang der 1980er Jahre wurde eine Langspielplatte unter dem Titel „Spaß und Freud für kleine Leut“ herausgebracht, in welcher diverse Lieder von Clown Hoppla zu hören sind, mit Dialogeinlagen zwischen den einzelnen Beiträgen, in denen die (vertraute) Stimme von Otto Stark als Gesprächspartner von Clown Hoppla fungiert.
In einer Spezialausgabe von „Hoppla“ wurde die Herstellung einer Schallplatte von Anfang bis Ende dokumentiert, basierend auf der Idee, Clown Hoppla sei ein schönes Lied eingefallen, das er unbedingt auf Platte herausbringen wollte. Dabei trommelt Clown Hoppla Musiker zusammen, geht mit ihnen ins Aufnahmestudio, erhält dort die Masteraufnahme, begibt sich zum Schallplattenwerk – und will am Ende eine soeben frisch gepresste Platte in die Hand nehmen, die allerdings noch sehr, sehr heiß ist. Am Ende dieser Sendung erkennt man dann, dass es „Spaß und Freud für kleine Leut“ ist, welche da nun frisch gepresst in den Handel kam. Das Lied allerdings, welches in jener „Hoppla“-Ausgabe immer wieder zu hören ist, ist jedoch auf der Schallplatte nicht vertreten.
Die Fernsehsendung wurde im Jahre 1990 eingestellt, als der Deutsche Fernsehfunk sein Programmschema straffen und aus zwei Programmen eines machen musste, bevor Ende 1991 definitiv Sendeschluss war.